# Kanton Chartreuse-Guiers
Chartreuse-Guiers is een kanton van het Franse departement Isère. Het kanton maakt deel uit van de arrondissementen La Tour-du-Pin (18) en Grenoble (7). Het heeft een oppervlakte van 384.08 km² en telt 35.887 inwoners in 2018, dat is een dichtheid van 93 inwoners/km².
Het kanton Chartreuse-Guiers werd opgericht bij decreet van 18 februari 2014, met uitwerking op 22 maart 2015 en omvatte 25 gemeenten.
Door de samenvoeging op 1 januari 2016 van de gemeenten Les Abrets, La Bâtie-Divisin en Fitilieu tot de fusiegemeente (commune nouvelle) Les Abrets en Dauphiné omvat het kanton sindsdien volgende 23 gemeenten :
- Les Abrets en Dauphiné
- Aoste
- Charancieu
- Chimilin
- Entre-deux-Guiers
- Granieu
- Merlas
- Miribel-les-Échelles
- Le Pont-de-Beauvoisin
- Pressins
- Romagnieu
- Saint-Albin-de-Vaulserre
- Saint-Bueil
- Saint-Christophe-sur-Guiers
- Saint-Geoire-en-Valdaine
- Saint-Jean-d'Avelanne
- Saint-Joseph-de-Rivière
- Saint-Laurent-du-Pont
- Saint-Martin-de-Vaulserre
- Saint-Pierre-de-Chartreuse
- Saint-Pierre-d'Entremont
- Velanne
- Voissant